# Colectivismo
El colectivismo es un punto de vista político y social caracterizado por enfatizar de la cohesión entre individuos; anteponiendo al grupo en vez del individuo. Algunos autores han señalado que cuando personas u organizaciones adaptan una posición colectivista se centran en buscar valores comunes y metas colaborativas, demostrando una orientación mayor hacia los endogrupos en vez de los exogrupos. El término “endogrupo” está pensando en ser definido para ser más difundido por individuos colectivistas; de esta manera, se incluyen unidades sociales como familia nuclear o un grupo religioso, ético o racial.
De acuerdo a otros autores, en un grupo de principios colectivistas los individuos reconocen sus objetivos personales como subordinados a metas que atribuyen al cuerpo colectivo y se identifican mayormente con estas. Además, el colectivismo atribuiría al cuerpo colectivo de una habilidad superconsciente para proveer un sentido de seguridad a los individuos. Del otro lado, el individualismo considera que la habilidad de cualquier cuerpo colectivo para proveer seguridad como dependiente del sacrificio individual. Los colectivistas están unidos por ser pocos dispuestos a arriesgar a tomar acción como un individuo, dejándolos a la voluntad de sus circunstancias Igualmente se enfoca en la propiedad comunal de los bienes y medios de producción.

## Orígenes
El sociólogo Ferdinand Tönnies describió un modelo temprano del colectivismo e individualismo usando los términos Gemeinschaft (comunidad) and Gesellschaft (sociedad). Las relaciones Gemeinschaft, donde el comunitarismo tiene prioridad, estuvieron pensadas para caracterizar a las villas rurales pequeñas. El antropólogo Redfield (1941) reforzó esta noción en sus trabajos donde contrastaba la sociedad popular (o de pueblo) con la urbana.
Max Weber (1930) contrastó el colectivismo y el individualismo mediante los lentes de la religión, creyendo que los protestantes eran más individualistas y dependientes de uno mismo en comparación con los católicos, los cuales apoyan relaciones jerárquicas e interdependientes entre las personas. Geert Hofstede (1980) fue muy influyente en marcar el comienzo en una era de investigación intercultural mediante comparaciones entre el colectivismo y el individualismo. Hofstede conceptualizó colectivismo e individualismo como parte de un solo continuum, con cada estructura cultural representando un polo opuesto. El autor caracterizó individuos que motivaban un alto grado de colectivismo como estar insertados en sus contextos sociales y dándole prioridad a metas comunes ante las individuales.
Las investigaciones de Hosfede definen colectivismo como “Colectivismo, representa la preferencia de una red tejida estrechamente en la sociedad donde los individuos pueden esperar que sus familiares o miembros de algún grupo particular los cuiden en cambio de una lealtad incuestionable.” La representación de una preferencia a una red bien hecha en la sociedad donde individuales pueden esperar que los miembros de este particular grupo los protegen a cambio de una lealtad incuestionable.
A través de la sociedad, ha habido muchas contribuciones que han apoyado a las ideas colectivistas. La idea podría haber empezado en el comunitarismo de pequeños pueblos y grupos religiosos. En turno, estos desarrollos colectivistas se habrían dirigido hacia diferentes creencias e ideologías dando lugar al término "colectivismo". Otra contribución a esta perspectiva ocurrió en el siglo XIX, cuando el colectivismo fue defendido por los anarquistas, sin embargo, algunos reformistas, como los regeneracionistas españoles, lo propusieron como solución a los problemas agrarios. Tal es el caso de Joaquín Costa, autor de Colectivismo agrario en España.

## Perspectivas históricas

### Colectivismo en el Monacato Antiguo
El colectivismo es aparente en las reglas de varias órdenes de religión católica antiguas. Estas cualidades se remontan desde la forma común de la vida presentada en las acciones de los apóstoles. La altamente popular e influyente cita de San Agustín, por ejemplo, mencionaba: “Las escrituras nos dicen: ‘El amor no se busca así mismo’ Entendemos esto para decir: La bien común toma precedencia sobre el bien individual, el bien individual se rinde ante el bien común. Sabrás el límite de tu progreso mientras tu preocupación por el interés común ante tus propios intereses aumente, amor duradero gobernara todos los temas relacionado con las necesidades pasajeras de la vida.” Hay varios otros ejemplos de esto encontrado en las escrituras de los Padres de la Iglesia, reglas religiosas y el nuevo testamento.

### Marxismo-Leninismo
Artículo Principal: Nuevo Hombre Sovietico
El colectivismo fue una parte importante de la ideología Marxista-Leninista de la Unidad Soviética, donde jugó una parte clase en formar al nuevo hombre soviético con la voluntad de sacrificar su vida por el bien del colectivo. Términos como “colectivo” o “las masas” han sido usadas frecuentemente en lenguaje oficial y alabadas en la literatura Agitprop, por ejemplo, por Vladimir Mayakovsky y Bertolt Brecht (The Decision, Man Equals Man).
Marx y Lenin tuvieron fuertes ideas centradas al colectivismo. Lenin pensaba que las personas de la clase trabajadora necesitaban apoyarse el uno al otro. El promovió la idea de que la clase trabajadora tiene que trabajar como una, a pesar de las fronteras. Que el proletariado de un país debe ayudar al proletariado de otro. Esto también es el porqué de su descontento cuando escucho sobre el inicio de la Primera Guerra Mundial y su furia de que otros socialistas la apoyaran. Lenin quería que todos estuvieran en la misma página para trabajar hacia la meta de forma una Rusia más colectivista. Casi todas sus ideas fueron estrictamente centradas al colectivismo, Lenin estaba muy en contra al individualismo por ser un anticapitalista. Criticó la importancia del negocio y cambio libre, él también fue un colectivista puro, porque va en mano con el socialismo. Tuvo muchas fuertes perspectivas en el colectivismo y pocos puntos de vistas preocupantes sobre el individualismo. Marx se inclinaba más hacia el “no propiedad privada de tierra [y] no derecho a herencia”, cuales son dos ideas muy individualistas. Los más grandes problemas de Lenin están entre el capitalismo y los derechos de propiedad privada. Su odio ante el capitalismo y los derechos de propiedad pueden resumir todo sobre cómo ven el concepto al individualismo. Sus pensamientos colectivistas han mostrado la creencia de que veía necesario que las personas trabajaran colectivamente, hacia una sociedad consistida de los cooperativos. De acuerdo con Lenin, los rusos no estaban haciendo el suficiente esfuerzo para construir cooperativos y los acuso de no tomar ventaja del progreso que hicieron.

### Anarquismo Colectivista
Artículo Principal: Anarquismo colectivista
El anarquismo colectivista es favorable a un sistema colectivista y anarquista descentralizado, donde las personas serían remuneradas a partir de su plustrabajo. El anarquismo colectivista constrata con el anarco-comunismo, donde los salarios serían abolidos y los individuos tomarían libremente los bienes de los proveedores según la máxima “De cada cual, según sus capacidades, a cada cual según sus necesidades”. Este tipo de colectivismo se asia a Mijaíl Bakunin, las secciones antiautoritarias de la Asociación internacional de trabajadores y el movimiento anarquista español en sus inicios.

### Corporativismo
Articulo principal: Corporativismo
El corporativismo es visto a veces como una ideología que depende de la cooperación colectivista como uno de sus componentes centrales. El término se deriva del latín corpus o “cuerpo humano”, que en este caso significa que la sociedad debería funcionar mediante la lealtad de un individuo en grupo o corpus. Negociación corporativa es un ejemplo de los principios económicos corporativistas. En varias ocasiones, la negociación sancionada por el estado es considerada colectivista.

## Política
Algunos políticos colectivistas sostienen que diferentes grupos tienen intereses competitivos, y que los intereses y características individuales están de hecho amarradas a los intereses y características de su grupo. En esta línea de pensamiento, se considera que las diferencias entre grupos son más significativas que las diferencias individuales dentro de los grupos. Otros políticos colectivistas enfatizan la noción de igualdad y solidaridad, y ven a todos los seres humanos como parte de un mismo grupo con intereses similares. Mantienen que la competencia y rivalidad, entre individuos o pequeños grupos, es ante todo contra-productiva o perjudicial, y deberá entonces remplazarse por alguna forma de cooperación.
Las críticas políticas al colectivismo sostienen que este enfatiza el grupo suprimiendo los derechos individuales, por ejemplo, según los críticos del colectivismo, la democracia puede ser vista como una forma de colectivismo cuando la mayoría del grupo es capaz de disminuir la libertad de individuos en minoría, simplemente porque constituyen la mayoría. Así, los oponentes al colectivismo argumentan que únicamente los individuos pueden legítimamente tener derechos, no los grupos, y abogan por la protección constitucional de los derechos individuales ante el mandato de la mayoría.

## Economía
El colectivismo sostiene que la propiedad común debe ser propiedad del Estado (propiedad pública) más que la propiedad de un grupo de usuarios (procomún) o de una sola persona (propiedad privada). El socialismo suele asociarse con esta teoría, aunque es de notar que no es aplicable a todas las visiones existentes del socialismo. Central a este punto de vista favorable al grupo, está el concepto de propiedad colectiva, en oposición a la propiedad privada. Algunos aplican esto sólo a bienes de capital y tierra, mientras otros colectivistas argumentan que todos los bienes de consumo deben observarse como bienes públicos, y son difíciles de, o no deberían privatizarse; es el caso de bienes naturales, de defensa nacional, de justicia y de información. Los comunistas (no confundir con anarcocomunistas) creen que solamente los medios de producción deberían abolirse. La conferencia de Florencia de la Federación de la Internacional, al mostrar los principios anarcocomunistas, señaló: "La Federación Italiana de la Internacional considera propiedad colectiva a los productos del trabajo y como complemento necesario del programa colectivista...'". Si bien es cierto que en el capitalismo el obrero tampoco es propietario de lo que produce, sino que se lo queda el empresario.
Se observa que confiar en la elección individual para contribuir a los bienes públicos lleva a fallos del mercado y a un problema de parasitismo (citation needed). Se ve entonces que: la acción colectiva, el cumplimiento de las autoridades y la presión o coerción social, son la única manera confiable de asegurar el abastecimiento de bienes o servicios públicos.

## Sociedades colectivistas
Existen muchos ejemplos de sociedades alrededor del mundo que se han caracterizado a ellas mismas o externamente como "colectivistas".
Por un lado, existen Estados socialistas que han colectivizado la mayoría de los sectores económicos. Por otro lado, existen los kibutz de Israel (comunas voluntarias donde las personas viven y cultivan juntos y donde la propiedad es colectiva), y comunidades como Freetown Christiania en Dinamarca (un pequeño experimento político autónomo centrado alrededor de una instalación militar abandonada en Copenhague) donde se vive un estilo de vida colectivista. Además numerosos antropólogos sociales han señalado muchos pueblos pre-estatales, formados por decenas o como mucho centenares de individuos, tienen una organización colectivista basada en la cooperación interna en el grupo étnico (aunque sí compiten con personas de fuera del grupo). Muchos arqueólogos han asumido que este modelo de organización colectivista, podría haberse aplicad a la mayor parte de sociedades paleolíticas y, en ese caso, las estructuras colectivistas habrán sido el sistema de organización humana que ha sido usado durante más tiempo, y en el transcurso del cual se habría dado parte de la evolución humana.

## Críticas al colectivismo
- Las sociedades colectivistas son aquellas en las que se percibe una interdependencia de sus miembros y donde prima la cooperación y el bienestar del grupo sobre el individuo, es decir, la consecución de los objetivos grupales sobre los individuales. La valía del individuo radica en cómo contribuye a la sociedad. En cambio, en las sociedades individualistas sobresalen los valores que fomentan el éxito individual y la competencia, es decir, los objetivos del grupo quedan relegados a los objetivos personales.
- En el colectivismo los derechos de la colectividad priman sobre los derechos individuales. La base del colectivismo supone que ningún individuo solo, sin utilizar a los otros, debe despuntar, y asume que para sobresalir o dominar es necesario servirse de terceros para su beneficio personal. El colectivismo propone que para evitar que individuos inescrupulosos utilicen a otros individuos para su propio beneficio, las sociedades deberían actuar como colectividades, donde el bienestar individual se consiga como integrante de la colectividad, asumiendo que los derechos de la colectividad deben primar sobre los derechos individuales. Es decir el derecho de todos por encima del derecho individual. Así, en las colectividades deben existir derechos colectivos, de más peso que los derechos individuales. Cuando se habla de derechos colectivistas, estos deben estar en armonía con los derechos de otras colectividades.
- Algunos críticos han llegado a afirmar que en el colectivismo el individuo no tiene derechos, que su vida y su trabajo le pertenecen al grupo y que el grupo puede sacrificarlo a su antojo para sus propios intereses; que la única manera de poner en práctica una doctrina de ese tipo es por medio de la fuerza bruta (opresión), tiranías de élites y el estatismo siempre ha sido el inevitable corolario político del colectivismo. Como respuesta los colectivistas declaran que hay 2 tipos de colectivismo: racional e irracional.